# ホルヘ・ロペス・モンターニャ
ホルヘ・ロペス・モンターニャ（Jorge López Montaña、1978年9月19日 - ）は、スペイン・ログローニョ出身のサッカー選手。カディスCF所属。ポジションはMF。グラナダCFやADアルコルコンなどでプレーしたイニゴ・ロペスは弟である。

## 経歴

### ビジャレアルCF
地元のCDログロニェスの下部組織で育ち、1999年にセグンダ・ディビシオン（2部）のビジャレアルCFに売却された。アルバセテ・バロンピエ戦でデビューし、途中出場後わずか1分で移籍後初得点を決めた。ビジャレアルCFではすぐさま定位置をつかみ、1999-2000シーズン終了後にプリメーラ・ディビシオン（1部）昇格を果たした。2000年9月10日のラーヨ・バジェカーノ戦(1-5)でトップリーグデビューを果たすと、2000-01シーズンはリーグ戦で35試合に出場して8得点し、7位に貢献した。ビジャレアルCFではキャプテンも務め、在籍した4年間で30得点を挙げて持ち前の得点力を発揮した。

### バレンシアCF
2003年夏、同じバレンシア州内のバレンシアCFに移籍した。2003-04シーズンは26試合に出場して4得点し、クラブはリーグ優勝を果たしたが、ビジャレアルCF時代のような活躍は見せられなかった。このシーズンにバレンシアCFはUEFAカップでも優勝しているが、移籍前にビジャレアルCFでUEFAインタートトカップに出場していたために、バレンシアCFでUEFAカップに出場することはできなかった。2004年夏にイタリア人のクラウディオ・ラニエリ監督が就任して出場機会の減少が見込まれたことから、2004年夏にビジャレアルCF時代の恩師ベニート・フローロ監督が率いるRCDマヨルカにレンタル移籍したが、シーズン途中に右膝十字靭帯断裂の大怪我を負った。バレンシアCF復帰後の2005-06シーズンと2006-07シーズンも負傷の影響が残り、計19試合しか出場できなかった。

### ラシン・サンタンデール
バレンシアCFとの契約が満了した2007年夏、ラシン・サンタンデールに移籍した。マルセリーノ監督の下でトップフォームを取り戻し、同年11月25日の古巣バレンシアCF戦(1-0)で決勝点を挙げた。2007-08シーズンはリーグ戦で躍進を遂げ、クラブ史上初めてUEFAカップ出場権を獲得した。

### レアル・サラゴサ
2008-09シーズンはラシン・サンタンデールで1試合に出場したが、2008年9月1日、マルセリーノ監督を追ってセグンダ・ディビシオンのレアル・サラゴサに完全移籍した。移籍金は300万ユーロ。2008-09シーズンはサラゴサで38試合に出場（3000分超）して7得点し、プリメーラ・ディビシオン復帰に貢献した。2009-10シーズン序盤はレギュラーだったが、次第にチームの中での重要性が減少していった。

### OFIクレタ
2011年夏、ギリシャ・スーパーリーグ（1部）に昇格したOFIクレタに移籍した。

## タイトル
- バレンシアCF

リーガ・エスパニョーラ: 2003–04
UEFAカップ: 2003–04